# Rosso di Montalcino
Rosso di Montalcino (em português, "Tinto de Montalcino") é um tipo de vinho tinto produzido na comuna de Montalcino, na província de Siena, Itália. O terreno da região é moderadamente arenoso, rico em calcário, entremeado por solos vulcânicos. O clima é tipicamente mediterrânico, com média anual de 700 mm de chuva.
A DOC (Denominação de Origem Controlada) Rosso di Montalcino é a versão "júnior" do Brunello di Montalcino, com apenas um ano de amadurecimento e 63 hl/ha de rendimento máximo. Originado de um clone da uva Sangiovese. Para ser bebido mais jovem e levemente mais refrescado que o seu primogênito.